# Lang Team Grand Prix MTB

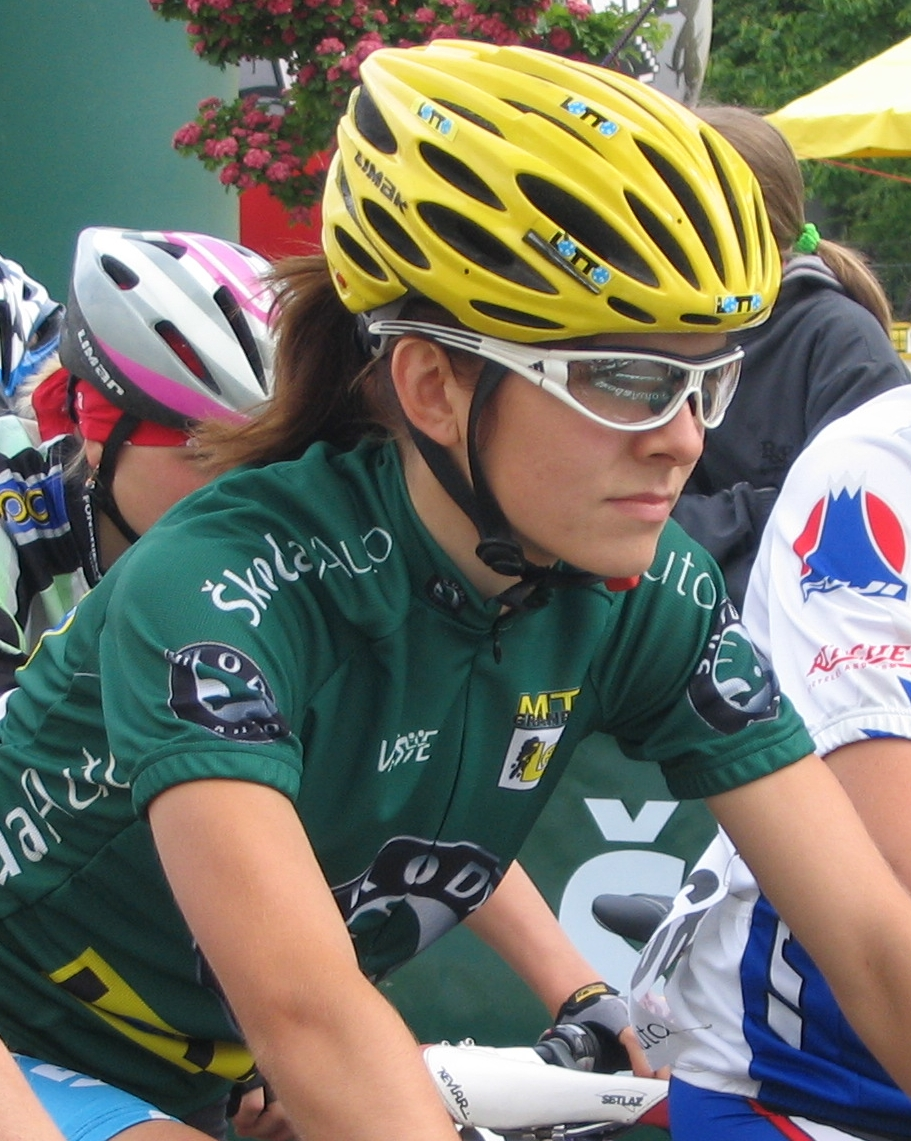
Maja Włoszczowska w zielonej koszulce lidera na starcie Škoda Auto GP MTB w Gdyni 2005

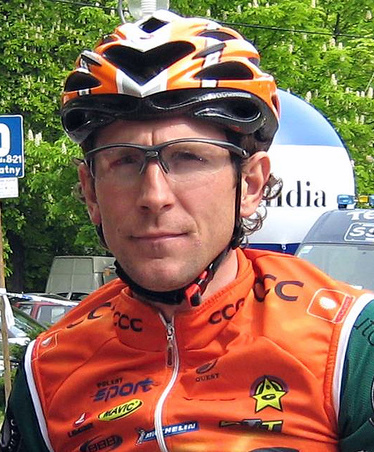
Marek Galiński

Lang Team Grand Prix MTB – największa w Polsce impreza MTB organizowana przez Czesława Langa i Lang Team (także organizatorzy Tour de Pologne), rozgrywana w klasie C1 lub C2 XC Cross Country. Wyższą kategorię mają tylko Puchary Świata. W 2011 roku cykl nosił nazwę Plus Grand Prix MTB, a w 2010 Vacansoleil Grand Prix MTB. W 2009 roku nie znaleziono sponsora tytularnego i cykl nosił nazwę Lang Team Grand Prix MTB. W 2008 roku impreza odbywała się pod nazwą Bank BPH Grand Prix MTB. Od 2001-2007 cykl był rozgrywany pod szyldem Škoda Auto Grand Prix MTB. W latach 1996–2000 impreza nosiła nazwę Żywiec Grand Prix MTB.
Ten międzynarodowy cykl wyścigów składa się z kilku jednodniowych edycji (do 2004 r. z 5., w latach 2005–2006 z 7., w 2007 r. z 5, w latach 2008–2010 z 4. i w roku 2011 z 3.) odbywających się w różnych częściach Polski w różnym odstępie czasowym. Celem serii wyścigów jest wyłonienie najlepszych zawodników i zawodniczek w poszczególnych kategoriach wiekowych oraz umożliwienie im zdobycia punktów do klasyfikacji UCI oraz PZKol. W wyścigu obowiązuje kilka klasyfikacji (kategorii wiekowych): Elita (powyżej 23 lat), Młodzieżowiec (19-23 lat), Junior (17-18 lat), Junior młodszy (15-16 lat), Młodzik (13-14 lat).

## Zwycięzcy Cyklu Grand Prix MTB
| Mężczyźni elita | Kobiety elita |
| --- | --- |
| - 1996 Sławomir Barul (Optex Opoczno) - 1997 Marek Galiński (Optex Opoczno) - 1998 Marek Galiński (Optex Opoczno) - 1999 Marek Galiński (Optex Opoczno) - 2000 Marek Galiński (Optex Opoczno) - 2001 Marek Galiński (Lotto PZU SA) - 2002 Marek Galiński (CCC Polsat Polkowice) - 2003 Marcin Karczyński (Lotto PZU SA) - 2004 Marcin Karczyński (Lotto PZU SA) - 2005 Marek Galiński (Grupa PSB) - 2006 Marek Galiński (Wilier Optex Atala) - 2007 Marek Galiński (CCC Polsat Polkowice) - 2008 Piotr Brzózka (JBG2 APC Presmet) - 2009 Marek Galiński (JBG2) - 2010 Marek Konwa (Shimano Polska) - 2011 Marek Konwa (Milka Trek MTB Racing Team) | - 1996 Justyna Frączek (RMF FM Kraków) - 1997 Sylwia Juszczak (Optex Opoczno) - 1998 Anna Szafraniec (Iskra Głogoczów) - 1999 Irina Jagupowa (Rosja) - 2000 Anna Szafraniec (RMF FM Kraków) - 2001 Anna Szafraniec (Lotto Team) - 2002 Anna Szafraniec (Lotto Team) - 2003 Anna Szafraniec (Lotto Team) - 2004 Anna Szafraniec (Lotto Team) - 2005 Maja Włoszczowska (Lotto Team) - 2006 Maja Włoszczowska (Lotto Team) - 2007 Maja Włoszczowska (MTB Halls Team) - 2008 Anna Szafraniec (MTB Halls Team) - 2009 Maja Włoszczowska (CCC Polkowice) - 2010 Anna Szafraniec (JBG2) - 2011 Magdalena Sadłecka (CCC Polkowice) |

## Miejscowości, które gościły GP MTB
- 1996 – Zakopane, Warszawa, Sławno k. Opoczna, Gdańsk, Żywiec
- 1997 – Kwidzyn, Sławno, Baligród, Bełchatów, Książ k. Wałbrzycha
- 1998 – Polanica-Zdrój, Tomaszów Lubelski, Baligród, Krynica-Zdrój, Książ
- 1999 – Polanica-Zdrój, Tomaszów Lubelski, Lesko, Bytów, Książ
- 2000 – Polanica-Zdrój, Bytów, Tomaszów Lubelski, Lesko, Szczawno-Zdrój
- 2001 – Polanica-Zdrój, Głuchołazy, Czarnków, Lesko, Szczawno-Zdrój
- 2002 – Polanica-Zdrój, Głuchołazy, Czarnków, Świeradów-Zdrój, Szczawno-Zdrój
- 2003 – Polanica-Zdrój, Głuchołazy, Czarnków, Świeradów-Zdrój, Szczawno-Zdrój
- 2004 – Głuchołazy, Czarnków, Polanica-Zdrój, Bukowina Tatrzańska, Szczawno-Zdrój
- 2005 – Głuchołazy, Czarnków, Polanica-Zdrój, Mrągowo, Gdynia, Bukowina Tatrzańska, Szczawno-Zdrój
- 2006 – Chodzież, Głuchołazy, Książ k. Wałbrzycha, Sławno k. Opoczna, Czarnków, Polanica-Zdrój, Szczawno-Zdrój
- 2007 – Chodzież, Szczawno Zdrój, Warszawa, Nałęczów, Białystok
- 2008 – Szczawno-Zdrój, Bielawa, Nałęczów, Jelenia Góra
- 2009 – Szczawno-Zdrój, Bielawa, Nałęczów, Gdańsk
- 2010 – Bielawa, Nałęczów, Olsztyn, Białystok, Szczawno-Zdrój
- 2011 – Nałęczów, Jelenia Góra